# Anne Grant

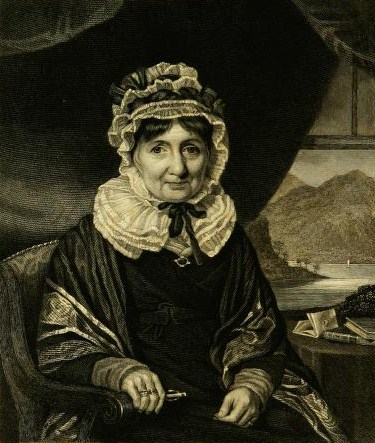
Anne Grant

Anne Grant (Taufname Anne MacVicar; * 21. Februar 1755 in Glasgow; † 7. November 1838 in Edinburgh) war eine schottische Schriftstellerin. Sie verbrachte ihre Kindheit in den englischen Kolonien in Nordamerika, kehrte 1768 mit ihrem Vater nach Schottland zurück und heiratete 1779 einen Geistlichen. Nach dem Tod ihres Gatten (1801) begann sie eine literarische Karriere. Bekannt wurde sie vor allem als Verfasserin von Gedichten (1803), das Leben im schottischen Bergland illustrierenden Briefen (Letters from the Mountains, 1806) sowie autobiographischen Jugenderinnerungen (Memoirs of an American Lady, 1808).

## Leben

### Jugend in Nordamerika; Rückkehr nach Schottland und Heirat
Anne MacVicar war eine Tochter von Duncan MacVicar, der zuerst Landwirtschaft trieb, 1757 aber als Offizier in das 77. Infanterieregiment der britischen Armee einberufen und nach Nordamerika beordert wurde. Dorthin folgten ihm seine Gattin und sein kleines Kind im nächsten Jahr. MacVicar lag damals nahe Albany in Garnison und gewann die Achtung holländischer Siedler. Als er zum 55. Infanterieregiment wechselte, mit dem er den katastrophalen Angriff auf Ticonderoga (Juli 1758) unternahm, ließ er seine Gemahlin und Tochter in Albany zurück. Anne, ein munteres und talentiertes, aber etwas wild aufgewachsenes Kind, wurde von den Schuylers und anderen dort siedelnden Familien gut aufgenommen. Insbesondere lernte sie Madame Schuyler aus Albany, Witwe des Colonel Philip Schuyler und Tante des berühmten Generals gleichen Namens, kennen. In der Folge wurde Anne von Madame Schuyler ebenso wie von ihrem Vater aufgezogen, der sich 1765 auf Halbsold aus dem Militärdienst zurückgezogen hatte und auf einem ihm zugewiesenen Landgut am Ufer des Hudson River in Vermont ansiedelte. Während ihres Aufenthalts in Nordamerika verlebte Anne in der Gesellschaft der ihr wohlwollenden Madame Schuyler eine angenehme Zeit, die sie in ihren Memoirs of an American Lady mit sehr anziehenden Farben und innigen Gefühlen der Dankbarkeit geschildert hat.
1768 kehrte MacVicar mit seiner Tochter und Gemahlin nach Schottland zurück und betrieb in Glasgow ein Handelsgeschäft. Bald danach brach der Amerikanische Unabhängigkeitskrieg aus. Mac Vicar verlor hierbei das ansehnliche Besitztum, das er sich in Amerika erworben hatte. Es war ihm nicht möglich, es wieder zu erlangen oder eine Entschädigung dafür zu erhalten und er begab sich nie wieder in die Vereinigten Staaten. 1773 wurde er zum Kommandanten des Forts Augustus in Inverness-shire ernannt. Hier lernte seine Tochter James Grant, den Kaplan des Forts und Pfarrer des nahe gelegenen Dorfes Laggan, kennen und schloss 1779 die Ehe mit ihm. In Laggan lebte sie in sehr bescheidenen Verhältnissen, aber glücklich, und hatte mit ihrem Gemahl zwölf Kinder. Sie verehrte die Bauernschaft, beschäftigte sich mit der schottischen Folklore und lernte Gälisch. Mit ihren Freunden unterhielt sie einen regen Briefwechsel, der sich durch einen lebhaften Stil und großes Einfühlungsvermögen auszeichnet.

### Schriftstellerische Karriere
James Grant starb 1801 nach kurzer Krankheit und hinterließ kein Vermögen. Anne Grant bezog von ihrem verstorbenen Gemahl nur eine geringe Witwenpension, musste aber den Unterhalt für ihre acht noch lebenden Kinder bestreiten. Sie hatte bereits seit längerer Zeit Kurzgedichte im damals üblichen artifiziellen Stil verfasst und gab nun auf den Rat ihrer Freunde ihre Gedichtsammlung unter dem Titel The Highlanders and other Poems (Edinburgh 1802) heraus. Diese Publikation brachte ihr nicht nur, da sie 3000 Subskribenten gesammelt hatte, einen ansehnlichen Gewinn, sondern fand auch einen so starken Anklang, dass schnell eine zweite Auflage (Edinburgh 1804) folgen konnte, obgleich nur einige kleinere Gedichte vorzüglich zu nennen sind. Das Werk zeugt von der seltenen Sprachbeherrschung der Dichterin und ihrer Gewandtheit in der Versifikation. Auch offenbart sich schon die Richtung, an der Anne Grant stets festhielt und der sie ihren Ruhm verdankt, nämlich die Verherrlichung Schottlands und der Schotten.
Diese Richtung entfaltet sich in vollem Umfang in Grants Letters from the Mountains; being the real Correspondence of a Lady between the years 1773 and 1803 (3 Bände, London 1806). Die Verfasserin war im Juni 1803 von Laggan nach Woodend nahe Stirling umgezogen und publizierte diese eine Auswahl ihrer Korrespondenz darstellenden Briefe zur Finanzierung der Ausrüstung ihres ältesten Sohns, der Dienste in der Britischen Ostindien-Kompanie leisten sollte. Mrs. Grants darin ausgeführte Schilderungen ihres Lebens in Inverness-shire trafen den damaligen literarischen Geschmack. Das Werk hatte sofort großen Erfolg und verschaffte der Verfasserin auch wertvolle Freundschaften. Es erlebte noch während der Lebenszeit der Autorin fünf Auflagen und wurde nach ihrem Tod in der von ihrem Sohn J. P. Grant besorgten verbesserten Ausgabe wiederholt gedruckt (2 Bände, London 1845; 3 Bände, London 1853). Die Letters from the Mountains gehören zu den gediegensten damaligen literarischen Erscheinungen dieser Art, vor allem aufgrund ihrer Einfachheit und Natürlichkeit, wegen der Unabhängigkeit von allen künstlichen Hilfsmitteln sowie aufgrund der Originalität, mit der bekannte Gegenstände behandelt sind. Sie entsprechen genau den Verhältnissen der Schriftstellerin und zeigen nach und nach die Gesinnungen und Ansichten eines schwärmerischen Mädchens, einer liebevollen Gattin und Mutter sowie einer ihren Kindern sich aufopfernden Witwe. Dabei schildert sie das Leben und die Sitten der schottischen Bergbewohner mit sehr lebhaften Farben und trotz manchen Fehlern und Ungenauigkeiten in den geschichtlichen Angaben im Allgemeinen sehr wahr und exakt. Sie tadelt auch die Engländer, dass sie die Bewohner Tahitis und Ceylons besser kennen würden als die Leute von Lochaber und Badenoch.
Anne Grant war selbst über den Erfolg ihrer Letters from the Mountains erstaunt. Bald ließ sie ihre Memoirs of an American Lady; with Sketches of Manners and Scenery in America, as they existed previous to the Revolution (2 Bände, London 1808; 2 Bände, New York 1809) folgen. Diesen liegen ihre Jugenderinnerungen während ihres Aufenthalts im Haus der Madame Schuyler, die unter der amerikanischen Lady zu verstehen ist, zugrunde, sind aber mit den Vorurteilen und Ansichten eines späteren Alters bearbeitet. Sie bieten eine lebendige und getreue Schilderung der Gebräuche, die unter den englischen Bewohnern der nordamerikanischen Kolonien im 18. Jahrhundert verbreitet waren und durch die nach und nach aufgenommenen Gewohnheiten der holländischen Ansiedler einen eigentümlichen Anstrich erhalten hatten. Ferner werden die damals noch Respekt gebietenden Indianerstämme beschrieben. Der Verlauf eines solch nüchternen und regelmäßigen, aber gediegenen und zufriedenen Familienlebens wie jenem der Grants berührt umso angenehmer, da es sich gegen die Wildheit einer Ansiedlung in der Einöde grell abhebt. Die Memoirs waren zum Zeitpunkt ihres Erscheinens ebenfalls sehr populär, obwohl sie gekünstelter und weniger lebhaft als die Letters wirken.

### Späteres Leben in Edinburgh
1810 übersiedelte Anne Grant von Stirling nach Edinburgh. Zur Steigerung ihres Einkommens ließ sie junge Damen als Untermieterinnen in ihrem Haus wohnen. Allmählich bildete sich in Edinburgh ein Kreis berühmter Schriftsteller und anderer angesehener Männer um sie, unter denen besonders der Bischof Beilby Porteus, Sir Walter Farquhar, Sir William Grant, Sir Walter Scott und Francis Jeffrey zu nennen sind. Sie hielt auch ihre Verbindungen zu amerikanischen Freunden aufrecht und empfing viele Touristen aus den Vereinigten Staaten.
In dieser Zeit ließ Anne Grant ihre zur Ergänzung der Letters from the Mountains dienenden Essays on the Superstitions of the Highlanders of Scotland. To which are added Translations from Gaelic, and Letters connected with those formerly published (2 Bände, London 1811; neue Auflage 2 Bände, London 1814) und ihr Gedicht Eighteen Hundred and Thirteen (London 1814) erscheinen. Ihre Essays über den Aberglauben der Schotten zeichnen sich durch anziehende Darstellung, kräftigen Ausdruck, Scharfsinn und Fantasie aus. Die Verfasserin zeigt darin eine große Begeisterung für ihre Landsleute. Ihre sämtlichen Schriften übten einen wohltätigen und nachhaltigen Einfluss auf die Schotten aus, indem sie diese nicht nur auf die Schönheit ihres Lands und die Bedeutung ihrer Geschichte aufmerksam machten, sondern auch durch die Entwicklung einer gesunden Moral zu deren Bildung beitrugen. Dieser letztere Punkt wird besonders in der von Walter Scott verfassten Bittschrift an König Georg IV. hervorgehoben, aufgrund derer Anne Grant ab 1826 eine jährliche Pension von 100 Pfund erhielt.
Da Anne Grant außerdem mehrere Legate von alten Freunden und Schülern erhielt, konnte sie ihre letzten Lebensjahre recht angenehm verleben. Außer einem Sohn starben alle Kinder vor ihr. Nach einem schweren Sturz (1820) konnte sie sich nur noch auf Krücken fortbewegen. Aufgrund ihrer kräftigen Konstitution starb sie aber erst am 7. November 1838 im Alter von 83 Jahren in Edinburgh an einer Grippe.